# Схемы расположения шасси

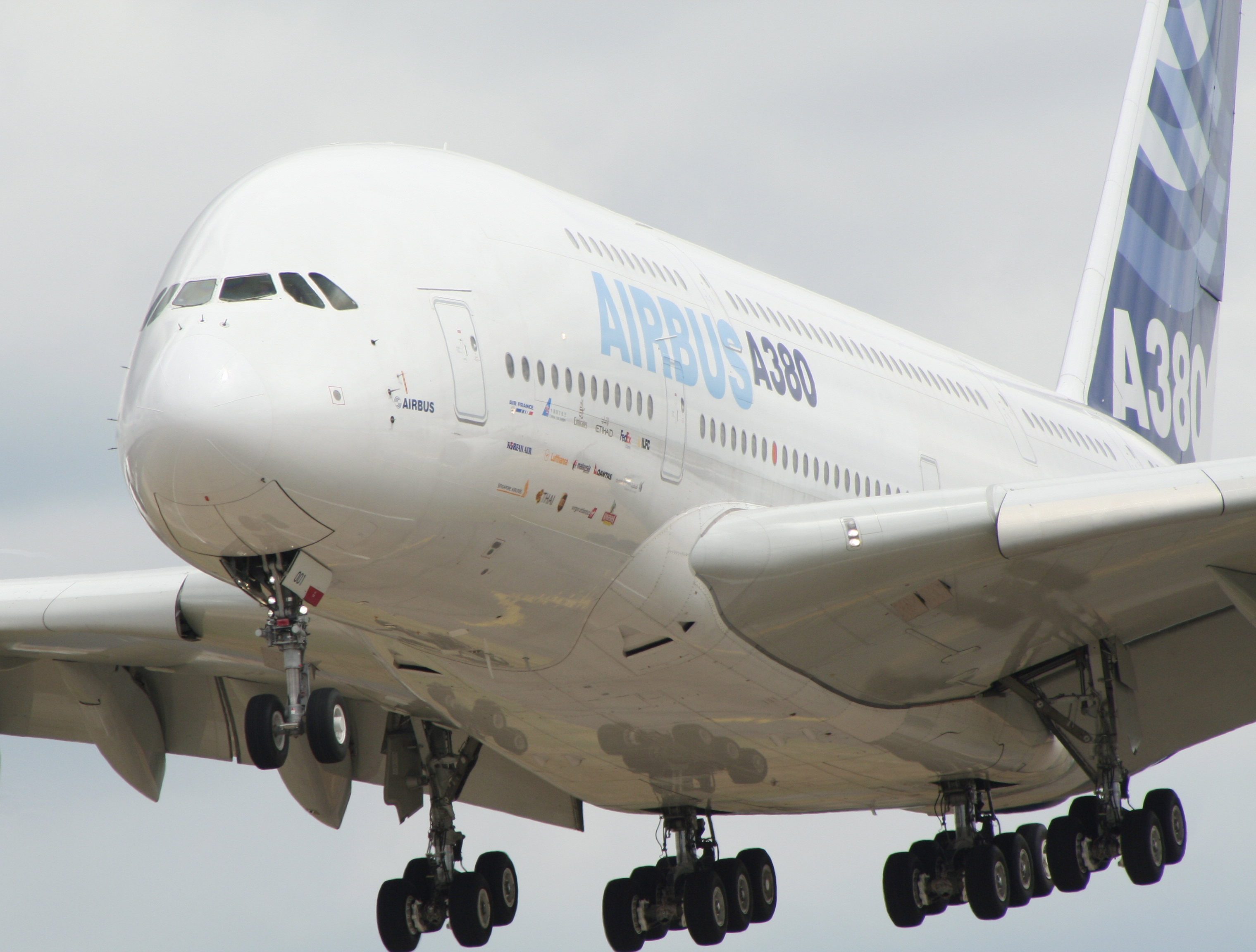
Пятистоечное шасси Airbus A380

Схемы расположения шасси летательных аппаратов разделяются на три основных типа в зависимости от расположения главных и вспомогательных опор относительно центра тяжести летательного аппарата:
- с хвостовой опорой
- с передней опорой
- велосипедного типа

## Описание схем

### Шасси с хвостовой опорой

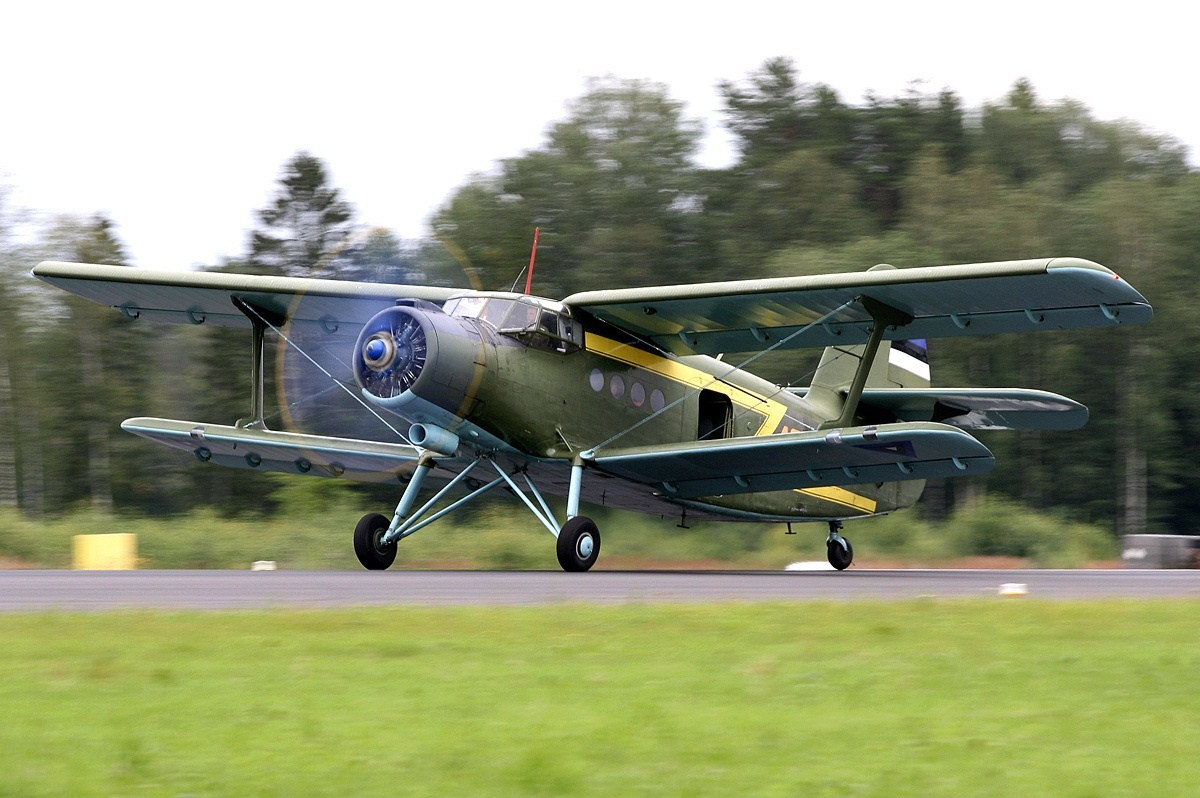
Шасси с хвостовой опорой (Ан-2)

Основное шасси расположено впереди центра тяжести самолёта, дополнительная стойка — в хвосте. Исторически эта схема появилась раньше прочих, поэтому считается «классической».
Такая схема обладает рядом преимуществ:
- Поскольку дополнительная стойка в хвосте самолёта расположена далеко от центра тяжести, на неё приходится небольшой вес, шасси может быть меньшего размера, чем если бы оно располагалась в носовой части, что улучшает аэродинамические характеристики ЛА.
- Поскольку небольшая дополнительная стойка находится позади самолёта, существенно снижается риск её поломки при передвижении по грунтовым и неподготовленным аэродромам.
- Поломка дополнительной стойки в случае жёсткой посадки ведёт к менее серьёзным последствиям, чем поломка носового шасси.
- Задранный вверх нос самолёта позволяет устанавливать пропеллер большего диаметра, а также передвигаться по неподготовленным аэродромам без риска зацепить землю лопастью пропеллера.

Недостатки этой схемы:

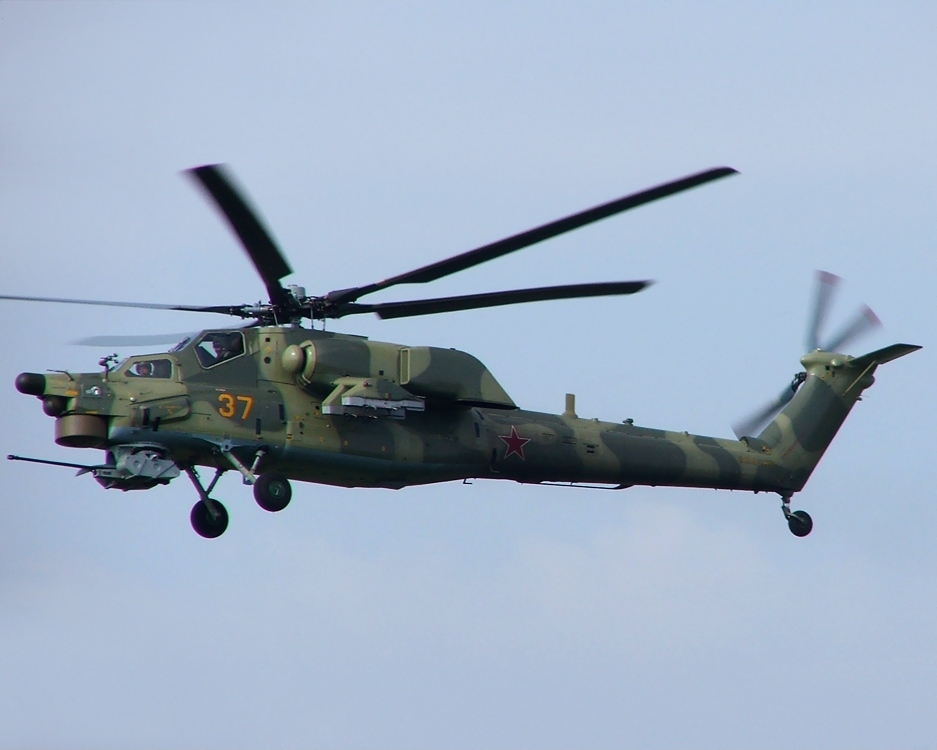
Схема с хвостовой опорой применена на вертолёте Ми-28

- Чрезмерное торможение основным шасси может привести к опрокидыванию самолёта вперёд — капотированию.
- Поскольку подвижная задняя стойка находится позади центра тяжести самолёта, даже небольшая ошибка пилотирования может привести к заносу хвостовой части, вплоть до полного разворота машины.
- Задранный вверх нос ухудшает обзор из кабины пилотов, а наклон пола салона создаёт трудности при погрузке, разгрузке, а также посадке и высадке пассажиров.

С распространением бетонных взлётно-посадочных полос и появлением реактивной авиации эта схема была практически вытеснена схемой шасси с передней опорой.

### Шасси с передней опорой

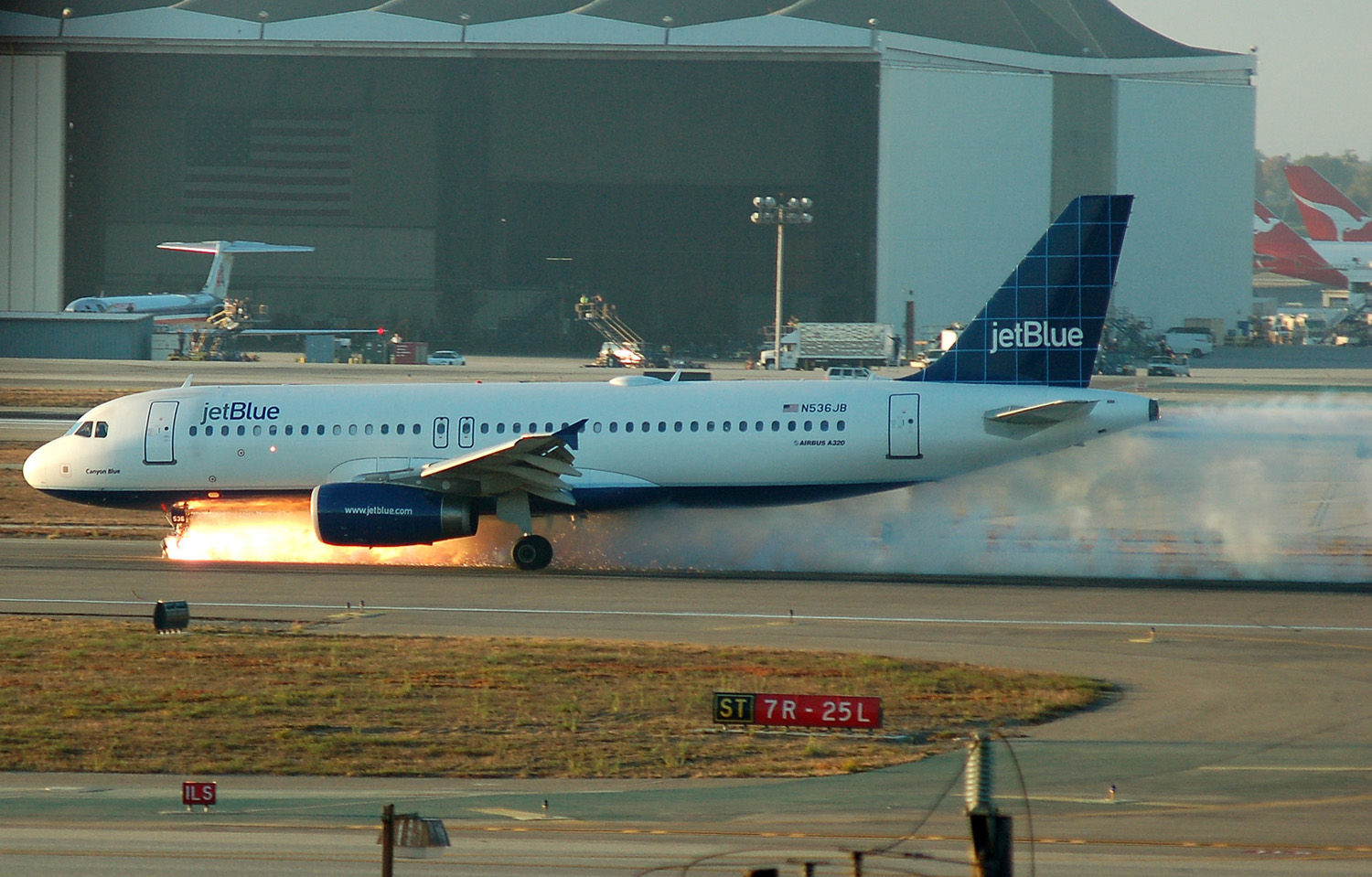
Носовое шасси A320 загорелось при посадке в аэропорту Лос-Анджелеса (2005)

Основное шасси расположено позади центра тяжести самолёта, дополнительная стойка — в носовой части. Наиболее популярная схема в современной авиации, получившая распространение с появлением реактивных двигателей. Поскольку пространственное положение самолёта на земле и в воздухе одинаково, реактивная струя от двигателей параллельна земле, что предохраняет покрытие ВПП от повреждений. Кроме того:
- Ниже риск опрокидывания (капотирования) при резком торможении.
- Ниже риск заноса самолёта при неаккуратном рулении или боковом ветре.
- Самолёт менее склонен к козлению, так как расположенный перед задними стойками шасси центр тяжести заставляет самолёт принимать более горизонтальное положение, вследствие чего уменьшается угол атаки и подъёмная сила, действующая на самолёт.
- Обзор из кабины лучше, а посадка и высадка пассажиров и обработка грузов — удобнее и безопаснее.

К недостаткам этой схемы расположения шасси можно отнести:
- риск поломки носовой стойки при передвижении по грунтовым и неподготовленным аэродромам, а также при избыточном торможении или жёсткой посадке.
- высокий риск аварии при поломке носовой стойки, например, в случае невыпуска носового шасси или непостановки его на упоры.
- при хорошо сбалансированной центровке есть риск заваливания ЛА на хвост при неблагоприятном распределении пассажиров по салону (например, в процессе их посадки или высадки), для предотвращения чего иногда приходилось вводить небольшую дополнительную опору в хвосте (Ил-62).

### Шасси велосипедного типа

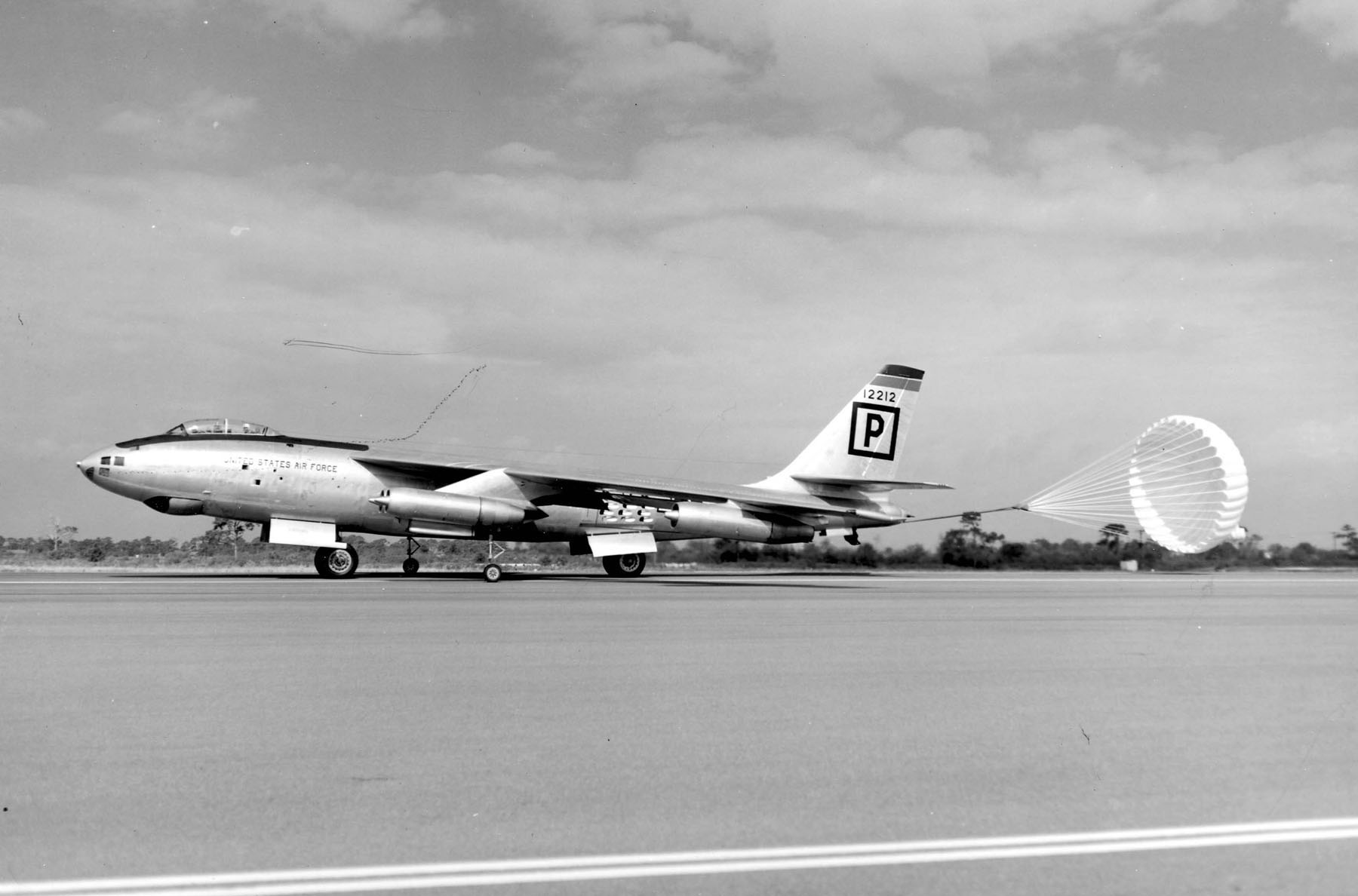
Шасси велосипедного типа на Boeing B-47 Stratojet

Основные стойки расположены в продольной плоскости самолёта, одна позади другой. Дополнительные стойки располагаются по бокам фюзеляжа или под крыльями. Такая схема позволяет создать более аэродинамически совершенное крыло без утолщений для гондол шасси, но предъявляет более высокие требования к навыкам пилотирования, поэтому чаще применяется на военных самолётах.
Кроме того, использование этой схемы позволяет облегчить самолёт и сконцентрировать его основную массу ближе к центру тяжести, что положительно сказывается на стабильности самолёта. Это особенно важно для самолётов вертикального взлёта и посадки, поэтому эта схема применена на Як-36 и всём семействе «Харриеров».

### Прочие схемы
- Одноколёсное шасси используется для облегчения летательного аппарата, поэтому нередко применяется на планерах (например, Антонов А-15) и самолётах специального назначения. Высотный разведчик Lockheed U-2 обладает одной центральной стойкой шасси, расположенной близко к центру тяжести, и дополнительной стойкой в хвосте. На время стоянки для устойчивости его подпирают отделяемыми стойками под крыльями.
- Четыре главные стойки Boeing B-52 Stratofortress (две в носовой части и две — в задней) позволяют одновременно улучшить аэродинамику крыльев и выдерживают большой вес дальнего стратегического бомбардировщика. Две дополнительные стойки располагаются в небольших гондолах на законцовках крыльев. Таким образом, эта схема является развитием «велосипедной» схемы.
- Четыре главные стойки Boeing 747 сгруппированы на относительно небольшой площади позади центра тяжести самолёта, дополнительная стойка — носовая. Схожая схема применяется на другом тяжёлом гражданском самолёте — Airbus A380.
- Сверхтяжёлый транспортный самолёт Ан-225 имеет 14 основных стоек шасси и две носовые стойки (всего 32 колеса), что позволяет безопасно сажать шестисот-тонный самолёт на обычные гражданские аэродромы. Стойки сгруппированы образом, который напоминает обычную схему с носовой стойкой, но за счёт избыточности повышает отказоустойчивость.

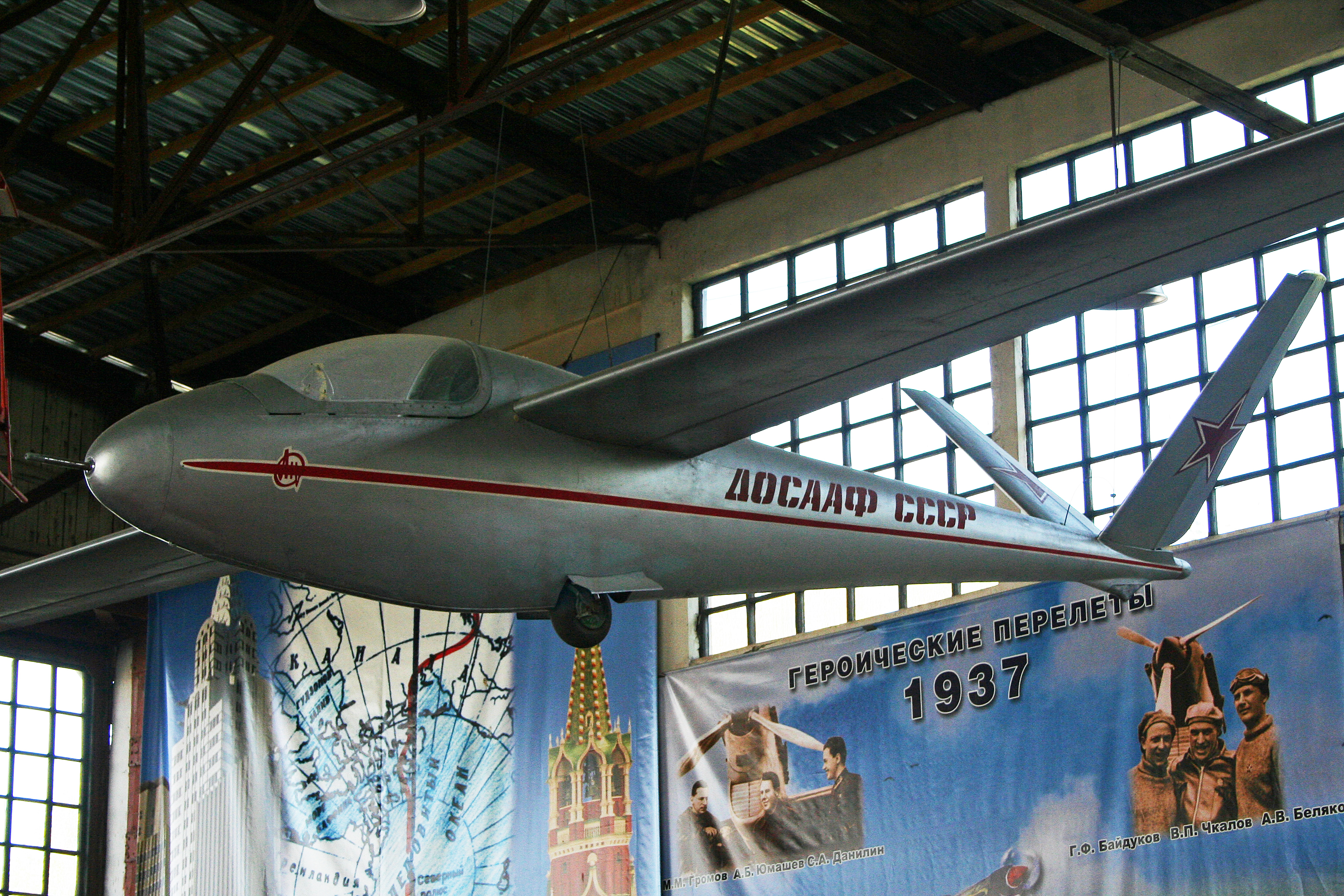
Одноколёсное шасси планера Антонов А-15
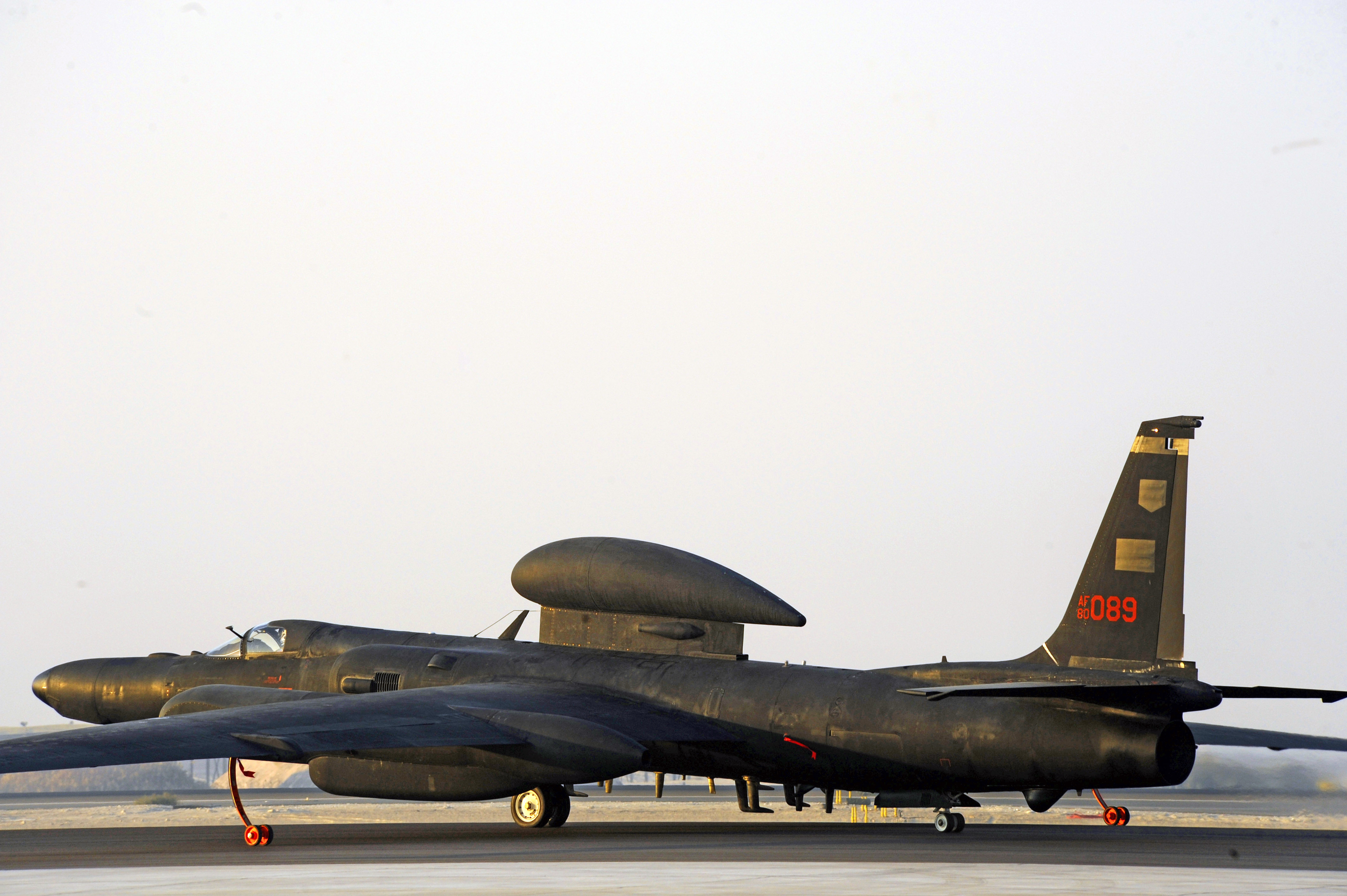
Шасси Lockheed U-2 имеет всего одну главную стойку
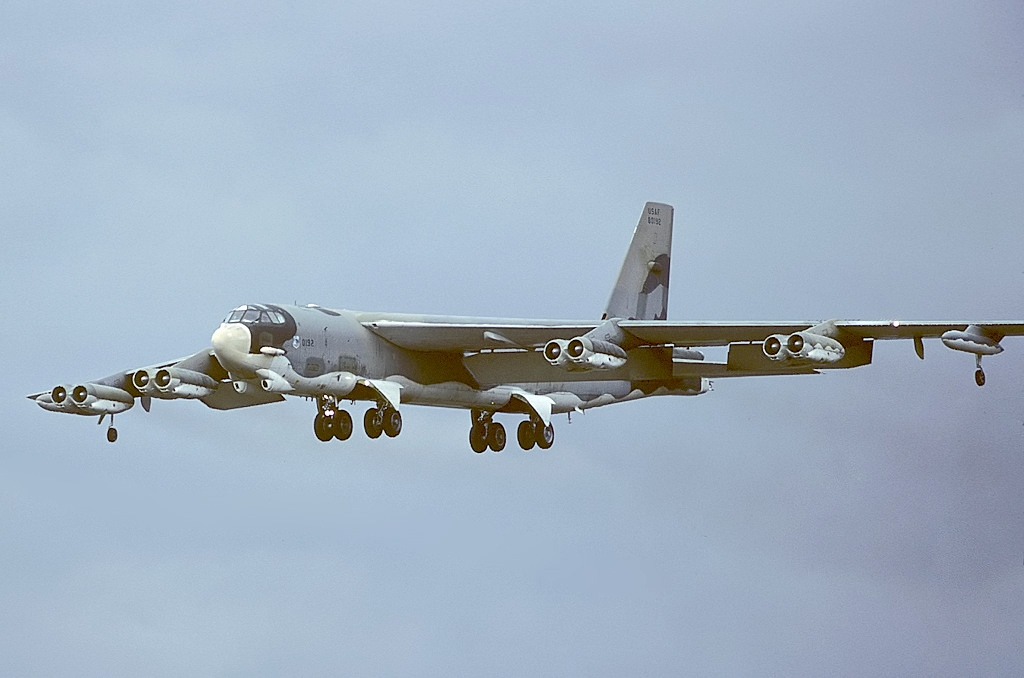
У Boeing B-52 — четыре главные стойки
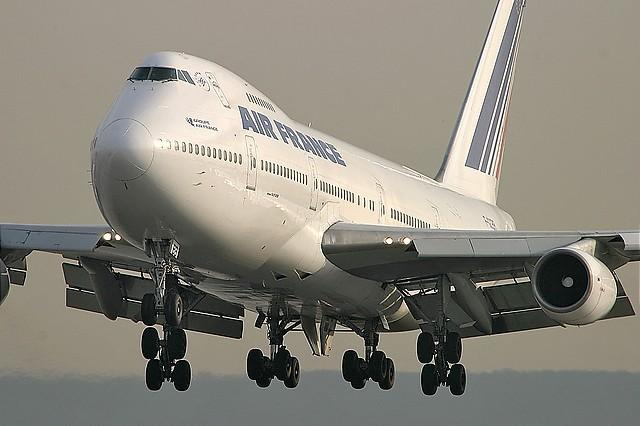
Пять стоек шасси «Джамбо Джета»
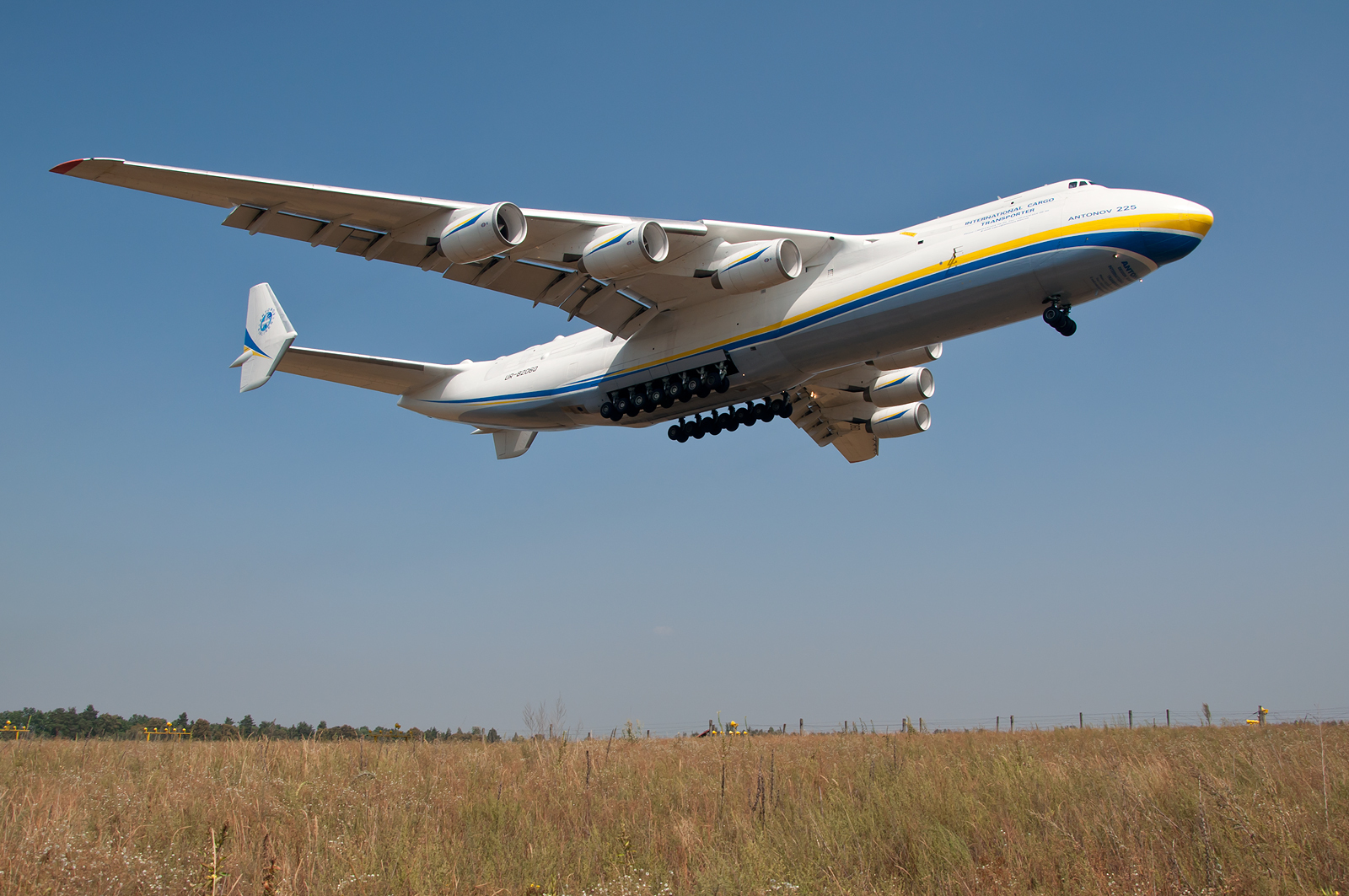
Видны все шестнадцать стоек шасси Ан-225